# Arcidiocesi di Gabala
L'arcidiocesi di Gabala (in latino Archidioecesis Gabalensis) è una sede soppressa del patriarcato di Antiochia e una sede titolare della Chiesa cattolica.

## Storia
Gabala, corrispondente alla città di Jable nell'odierna Siria, è un'antica sede arciepiscopale della provincia romana della Siria Prima nella diocesi civile d'Oriente e nel patriarcato di Antiochia. Come tutte le sedi episcopali di questa provincia, essa dipendeva direttamente dal patriarca di Antiochia, che la elevò, come altre diocesi della provincia, al rango di sede arcivescovile autocefala, come documentato da una Notitia episcopatuum datata alla seconda metà del VI secolo.
La serie episcopale di Gabala è spesso confusa con quella di Gabula, come succede a Michel Le Quien e a Siméon Vailhé. Il primo vescovo noto di questa sede è Zoilo, che prese parte al concilio di Nicea del 325. Segue Domno (o Domnino), che fu presente al concilio di Costantinopoli del 381. Severiano, scrittore ecclesiastico, visse all'epoca di Giovanni Crisostomo (345-407), di cui fu un acerrimo nemico. Flaviano sottoscrisse la lettera dei vescovi della Siria Prima all'imperatore Leone dopo la morte di Proterio di Alessandria. Giovanni assistette al sinodo convocato a Costantinopoli dal patriarca Mena nel 536 per giudicare l'operato di Severo di Antiochia e dei suoi sostenitori. Romano fu tra i padri del concilio di Costantinopoli del 553. Ultimo vescovo, menzionato da Le Quien, è Germano.
Dalla lista di Le Quien vanno esclusi Maras e Pietro, che furono arcivescovi di Gabula e non di Gabala; e anche Severo, che fu vescovo di Diospoli di Tracia. Dalla lista di Devreesse va escluso Policarpo (459-451), vescovo di Tabala di Lidia.
Durante l'epoca delle Crociate, la città fu sede di una diocesi di rito latino.
Dal XIV secolo Gabala è annoverata tra le sedi arcivescovili titolari della Chiesa cattolica; dal 21 marzo 2017 l'arcivescovo titolare è Santiago De Wit Guzmán, nunzio apostolico in Trinidad e Tobago, Antigua e Barbuda, Belize, Grenada, Guyana, Saint Kitts e Nevis, Saint Vincent e Grenadine, Suriname, Bahamas, Barbados, Dominica, Giamaica, Saint Lucia e delegato apostolico nelle Antille.

## Cronotassi

### Vescovi greci
- Zoilo † (menzionato nel 325)
- Domno (o Domnino) † (menzionato nel 381)
- Severiano † (all'epoca di Giovanni Crisostomo)
- Flaviano † (menzionato nel 458)
- Giovanni † (menzionato nel 536)
- Romano † (menzionato nel 553)
- Germano †

### Vescovi latini
- Guglielmo † (menzionato nel 1115)
- Ugo † (prima del 1136 - dopo il 1144)
- V. † (menzionato nel 1179)
- Radulfo † (menzionato nel 1261)
- Gualterio di Calabria, O.P. † (12 luglio 1264 - 1267)

### Arcivescovi titolari
I primi tre volumi della Hierarchia Catholica Medii Aevi di Konrad Eubel riportano questa indicazione: «Gabulensis, Gabala in Siria», confondendo le due sedi di Gabala e di Gabula, entrambe nella provincia romana di Siria.
- Dietmaro, O.Cist. † (circa 1316 - circa 1331)
- Adamo, O.F.M. † (4 luglio 1345 - ?)
- Giovanni †
- Andrea di Porta Mosella, O.P. † (27 ottobre 1380 - ? deceduto)
- Martino di Amanzia, O.P. † (13 novembre 1381 - ? deceduto)
- Emanuele, O.F.M. † (28 marzo 1411 - ?)
- Pietro, O.E.S.A. † (11 aprile 1412 - ?)
- Giovanni de Aranda, O.E.S.A. † (16 ottobre 1444 - ?)
- Juan Martín † (4 novembre 1513 - ?)
- Alfonso de Villasancta, O.F.M. † (21 febbraio 1526 - ?)
- Bertrand Reydellet, M.E.P. † (27 luglio 1762 - 18 luglio 1780 deceduto)
- Franz Xavier (Viktor von der heiligen Maria) Schwaiger, O.C.D.[9] † (9 novembre 1787 - 31 maggio 1793 deceduto)
- Ignazio Giustiniani † (10 maggio 1829 - 15 marzo 1830 nominato vescovo di Chio)
- James Duggan † (9 gennaio 1857 - 21 gennaio 1859 succeduto vescovo di Chicago)
- Patrick Dorrian † (23 giugno 1860 - 4 maggio 1865 succeduto vescovo di Down e Connor)
- Jules Lepley, M.E.P. † (22 dicembre 1871 - 24 settembre 1886 deceduto)
- Giacomo Glazer † (14 settembre 1887 - circa 1898 deceduto)
- Alain Guynot de Boismenu, M.S.C. † (10 giugno 1899 - 18 gennaio 1945 nominato arcivescovo titolare di Claudiopoli di Onoriade)
- Ignazio Mobarak † (20 gennaio 1952 - 19 maggio 1958 deceduto)
- Vivian Anthony Dyer † (25 aprile 1959 - 12 agosto 1960 succeduto arcivescovo di Calcutta)
- Gérard-Paul-Louis-Marie de Milleville, C.S.Sp. † (10 marzo 1962 - 12 gennaio 2007 deceduto)
- Ricardo Lingan Baccay (23 febbraio 2007 - 20 febbraio 2016 nominato vescovo di Alaminos)[10]
- Santiago De Wit Guzmán, dal 21 marzo 2017